# Mathaf Aydi Tarabin
 (juin 2025).
Motif : lié à un article sur un musée dont il est censé être responsable mais dont l'admissibilité est tout autant douteuse, sourçage plus que douteux et défectueux, les rares sources qui parlent vraiment de lui sont des interviews même pas dans des sources de presse, ressemble à un canular ou en tout cas à une énorme hagiographie sur une personne très loin des WP:CGN
- Archive Wikiwix
- Bing
- Cairn
- DuckDuckGo
- E. Universalis
- Gallica
- Google
- G. Books
- G. News
- G. Scholar
- Persée
- Qwant
- (zh) Baidu
- (ru) Yandex
- (wd) trouver des œuvres sur Wikidata

| 1. | Préciser le motif de la pose du bandeau. | Précisez le motif de la pose du bandeau en utilisant la syntaxe suivante : {{admissibilité à vérifier\|date=juin 2025\|motif=remplacez ce texte par le motif}}                           |
| 2. | Informer les utilisateurs concernés.     | Pensez à avertir le créateur de l'article, par exemple, en insérant le code ci-dessous sur sa page de discussion : {{subst:avertissement admissibilité à vérifier\|Mathaf Aydi Tarabin}} |

Vous pouvez aider à l'améliorer ou bien discuter des problèmes sur sa page de discussion.
- Il ne cite pas suffisamment ses sources. Vous pouvez indiquer les passages à sourcer avec {{référence nécessaire}} ou {{Référence souhaitée}}, et inclure les références utiles en les liant aux notes de bas de page. (Marqué depuis décembre 2024)
- Son texte doit être wikifié : il ne correspond pas à la mise en forme Wikipédia (style, typographie, liens internes, liens entre les wikis, etc.). (Marqué depuis décembre 2024)
- Son introduction est soit absente, soit non conforme aux conventions de Wikipédia. (Marqué depuis décembre 2024)
- Il est orphelin : moins de trois articles lui sont liés. Aidez à ajouter des liens en plaçant le code [[Mathaf Aydi Tarabin]] dans les articles relatifs au sujet. (Marqué depuis décembre 2024)
- Il a besoin d'un nouveau plan. (Marqué depuis décembre 2024)

- Archive Wikiwix
- Bing
- Cairn
- DuckDuckGo
- E. Universalis
- Gallica
- Google
- G. Books
- G. News
- G. Scholar
- Persée
- Qwant
- (zh) Baidu
- (ru) Yandex
- (wd) trouver des œuvres sur Wikidata

 (juin 2025).
Mathaf Aydi Tarabin est le cinquième directeur et un descendant direct de Dr Hakimah Aydi Tarabin, fondatrice du premier musée officiel de Palestine, « L’héritage vient du parfum de la terre » تراث من عبق التراب (turath min abaqa al turab), créé vers 1790, et officiellement reconnu par l'Empire Ottoman en 1884, et en 1929 par le Mandat Britannique. Il est le cousin d'Osmane Aïdi, connu pour ses activités en Syrie et en France, où il a joué un rôle diplomatique informel, où il était considéré comme l'ambassadeur officieux de la Syrie en France,. Son prénom choisi par sa grand-mère, Halimah, veut dire "musée".
Il possède une expérience théorique et pratique en diplomatie culturelle internationale qu'il a développé à travers son expérience en muséologie russe, japonaise, française et suisse. Sur les recommandations de sa grand-mère, il a été formé aux pratiques muséales au Musée de l’Ermitage à Saint-Pétersbourg, où il a été encadré par Mikhail Piotrovsky , directeur du musée, qui l'a formé pour devenir expert dans le patrimoine et la culture palestiniens, de la période ottomane à nos jours. Son domaine d'expertise porte sur les textiles, broderies, costumes, bijoux et amulettes palestiniens,. Depuis 2022, il est inscrit en doctorat à l'Université de la Sorbonne Panthéon 1 où il effectue une thèse dont le sujet est "Vêtements, parures, effets personnels et objets de croyance populaire de l'époque ottomane à la fin du mandat britannique dans les collections privées palestiniennes : construction patrimoniale et mémorielle". Il est également engagé dans la recherche médicale, notamment dans les domaines de la chirurgie, de la massothérapie, de la physiothérapie et de l’étude des plantes médicinales,,.
Depuis l’an 2000, il mène des travaux visant à faire reconnaître la muséologie palestinienne comme un champ académique intégré à la muséologie générale. Ce concept, conçu et développé par sa famille, repose sur des fondements sociaux, culturels et médicaux qui remontent au moins à la fin du 18ème siècle,,. En 2022, il créé l'École de Muséologie Palestinienne et Arabe à Paris dont il est le directeur. Sa contribution à la sauvegarde du patrimoine palestinien sont officiellement reconnues en Palestine et à l'international. En septembre 2024, il est nommé représentant dans le continent européen de l'Union Générale des Historiens et Archéologues en Palestine et en mai 2025, ambassadeur de la Communauté Archivistique dans l’Union européenne, la Confédération Suisse et la Fédération de Russie.
Après six ans de travail au sein du Conseil International des musées (ICOM), il participe à la création du comité de l'ICOM Palestine, où il occupe la fonction de coordinateur auprès des musées privés et publics à l’intérieur et à l’extérieur de Palestine.

## Héritage familial

### Origines
Il est issu de la tribu Aydi Tarabin, une famille bédouine notable dont les origines remontent au sud de la péninsule arabique. Il fait partie des tribus جذام Jidam et قحطان Qahtan qui appartenaient à عرب العاربة Arab al Aribah et qui ont protégé le prophète Moïse après qu’il ait fui l’Égypte et se soit réfugié à Madyan. Les Aydi Tarabin s'établissent entre le Sinaï et le Naqab avec six autres clans, au moins avant l'avènement de l'Islam. Ils étaient dix-neuf clans autour de Bir As-Saba pendant le mandat britannique. Sa famille se sédentarise à Ghazaleh, village au nord de Bir As-Saba au début du XIXe siècle avec l'intention de développer et étendre les activités du musée « L’héritage vient du parfum de la terre ». Ils y resteront jusqu'en 1948, après quoi une partie de la collection sera sauvée pendant le grand programme de pillage, et protégée dans la vallée du Jourdain. C'est dans cette même région qu'est né Mathaf Aydi Tarabin à la fin du XXe siècle.

### Rôles traditionnels
Sa tribu a joué un rôle important dans la préservation du patrimoine culturel et religieux de la région, en protégeant les routes de pèlerinage des musulmans, et des chrétiens et en préservant le monastère Sainte-Catherine,. Son influence s’est étendue à la gouvernance, avec la nomination du cheikh Ibrahim Ahmad Al-Aydi Tarabin au poste de gouverneur d’Ash Sharqia au douxième siècle, et à la médiation, résolvant des conflits complexes entre les tribus et voyageurs circulant entre le Nord du Sinaï et le Sud de la Palestine. Réputée pour ses compétences médicales ancestrales, le nom Aydi reflète son héritage de guérisseur. Mathaf Aydi Tarabin a suivi le schéma familial : il a hérité des connaissances traditionnelles bédouines de sa grand-mère, Halima Aydi Tarabin, dernière directrice du musée "L'héritage vient du Parfum de la Terre" avant lui et a poursuivi en 2023 une année de spécialisation dans les archives médicales d'Avicenne aux universités d'État de Moscou et de Saint-Pétersbourg en Russie. La branche égyptienne, connue sous le nom de famille Abaza,,, a contribué de manière significative à la culture, à la littérature et aux arts.

## Parcours professionnel

### Éducation diplomatique culturelle en Palestine
Mathaf Aydi Tarabin a été désigné par sa grand-mère Halima Aydi Tarabin, dernière directrice du musée l'Héritage Vient du Parfum de la Terre, pour représenter la culture et l'héritage palestinien et arabe à l'international. Il est spécialiste de l'histoire et de la muséologie palestinienne et levantine depuis l'année 2000, expert dans le patrimoine et la culture palestiniens, de la période ottomane à nos jours. Son travail porte sur les textiles, broderies, costumes, bijoux et amulettes palestiniens.
Sa formation initiale lui a été transmise par sa grand-mère. Cette formation culturelle globale était basée à la fois sur les savoirs traditionnels bédouins (histoire, poésie, médecine, artisanat, élevage, agriculture), la pensée critique et une immersion interreligieuse et interculturelle, en lui assignant des missions de formation auprès de familles samaritaine, musulmane et chrétienne. Le prénom « Mathaf », qui signifie « musée » en arabe, lui a été attribué à titre symbolique.
La première initiation à la muséologique de Mathaf fut dispensé par sa grand-mère où il apprit comment identifier, dater et conserver des objets issus de la collection familiale depuis 1970. Pendant les dix premières années de sa vie, ses interactions sociales ont été limitées à des personnes âgées de plus de cent ans,, selon un principe éducatif axé sur l’écoute des aînés et la transmission intergénérationnelle.
En 2005, Mathaf intègre le conseil culturel du ministère de la Culture de Palestine. Il obtient en 2022 le soutien écrit de Mounir Anastas, Ambassadeur, Délégué Permanent de l'État de Palestine auprès de l'UNESCO, en appui à la création de l'École de la Muséologie Palestinienne et Arabe à Paris.

### Travail diplomatique culturel en Russie
Mathaf Aydi Tarabin a grandi aux côtés de Mikhaïl Piotrovsky, directeur du musée de l’Ermitage et président de l'Union des musées russes, où il a acquis une solide connaissance théorique et pratique en diplomatie culturelle internationale à travers la muséologie. Il a été intégré à un programme encadré par le Centre éducatif de la jeunesse de l’Ermitage, parcours s’inscrivant dans la continuité des initiatives éducatives amorcées par sa grand-mère, Halimah Aydi Tarabin. Il y  approfondit ses connaissances en histoire européenne, en art, en culture et en diplomatie culturelle internationale. Mathaf a étudié la muséologie à l'université, obtenant un master avec mention "excellent" de l’Institut d’État de la culture de Saint-Pétersbourg, devenant ainsi le premier Palestinien et Arabe à recevoir cette distinction,. Grâce à son parcours à l’Ermitage, Mathaf a rencontré des figures culturelles internationales, telles que Hugues de Chavagnac, le consul général de France à Saint-Pétersbourg, Geraldine Norman, conseillère de Mikhaïl Piotrovsky et directrice de la Fondation des Amis de l'Ermitage au Royaume-Unides ainsi que des responsables de musées italiens comme le directeur exécutif de la Fondation de l'Ermitage en Italie, Maurizio Ciacconi et le directeur général du Musée archéologique national de Naples, Paolo Giulerini. Ces interactions ont enrichi sa compréhension des cultures européennes et renforcé ses compétences en diplomatie culturelle. En 2016, Mathaf devient membre de la Société impériale orthodoxe palestinienne sur la recommandation personnelle de Sergei Vadimovich Stepashin et en 2019, il rejoint la délégation Russe de l'ICOM sur recommandation personnelle de Mikhaïl Piotrovsky, obtenant une carte de membre comparable à un passeport diplomatique muséal. Grâce à ce statut, il a rassemblé des archives sur le patrimoine palestinien, notamment des documents de l'époque de l'Empire ottoman, de l'Empire russe et de l'Union soviétique, en collaboration avec des institutions russes telles que le musée de l’Ermitage et la Société impériale orthodoxe palestinienne.

### Travail diplomatique culturel au Japon
En 2019, Mathaf  participe à la 25e  Conférence générale de l'ICOM à Kyoto en tant que spécialiste de l'histoire et de la muséologie palestiniennes et levantines du Musée de l'Ermitage en Russie. Cet événement lui permet d'établir des contacts avec des professionnels du patrimoine de divers pays, dont François Mairesse, spécialiste reconnu de la muséologie et ancien président du Comité international de muséologie de l’ICOM de 2013 à 2019. Lors de son séjour au Japon, il explore plusieurs collections muséales publiques et privées valorisant le patrimoine matériel palestinien. Il s'intéresse particulièrement aux collections conservées dans les institutions japonaises, dont celle du Musée ethnographique d’Osaka. Ce dernier possède un ensemble important d’objets palestiniens – notamment du mobilier, des bijoux, des amulettes et des textiles brodés – acquis dans les années 1970 auprès de la collectionneuse Widad Kawar. Cette découverte donne lieu à une collaboration avec les conservateurs japonais. Par ailleurs, il identifie plusieurs récits de voyage écrits par des visiteurs japonais en Palestine aux 18e et 19e siècles, qui fournissent des éléments d’analyse supplémentaires sur les pratiques culturelles et la vie quotidienne palestiniennes de ces époques.

### Travail diplomatique culturel en France
Depuis 2022, Mathaf est inscrit en doctorat à l'Université de la Sorbonne Panthéon 1. Sa thèse porte sur les vêtements, les ornements populaires et les objets liés aux croyances populaires, du début de l'époque ottomane à la fin du mandat britannique, dans les collections publiques et privées. L’objectif de sa recherche est d’analyser la construction patrimoniale et mémorielle autour de ces objets,. La même année, il fonde l'École de Muséologie Palestinienne et Arabe à Paris, une institution privée à but non lucrative créée en 2022 située dans le huitième arrondissement. L’établissement comprend une bibliothèque, un fonds d’archives, une maison d’édition ainsi que la collection ethnographique L’Héritage vient du Parfum de la Terre, sauvegardée par sa famille après 1948,. À Paris, il entre en contact avec divers acteurs du secteur culturel — universitaires, diplomates, experts en patrimoine et représentants d’associations — qui l’accompagnent dans le développement de projets liés à la préservation et à la valorisation du patrimoine culturel palestinien.

### Travail diplomatique culturel en Turquie
En 2021, Mathaf participe au symposium international Health History of Palestine in the Ottoman Era à l’Université Biruni d’Istanbul, présentant ses recherches ethnographiques sur la médecine bédouine Naqab et les amulettes des deux derniers siècles de la domination ottomane en Palestine, à travers l’exemple du musée "L’Héritage Vient du Parfum de la Terre",. A cette occasion, la République de Turquie réaffirme la reconnaissance officielle du musée familial par l'empire ottoman en 1888.

### Travail diplomatique culturel en Suisse
Soucieux de favoriser la compréhension mutuelle, Mathaf étudie depuis 2024 les contributions des érudits protestants à la recherche ethnographique sur la Terre Sainte. Il a collaboré avec des personnalités clés du domaine ethnographique palestinien, notamment Thomas Staubli, conservateur au Musée Bible+Orient de l'Université de Fribourg et éditeur de l'Atlas du patrimoine rural palestinien d'Ishaq al-Hroub (اسحاق الحروب) ainsi que Stephanie Lovasz, conservatrice au Musée des Cultures de Bâle. Il a également rencontré Saada Elabed, conservatrice junior de la collection bédouine du Musée ethnographique de l'Université de Zurich ainsi que le conjoint de la défunte Elisabeth Biasio, qui a contribué de manière significative à la documentation des 523 objets de la culture bédouine du Naqab conservés au Musée universitaire. Son travail a culminé avec la publication de Beduinen im Neguev: Vom Zelt ins Haus. En septembre 2024, le musée ethnographique de Zurich a invité Mathaf Aydi Tarabin à donner une conférence sur la façon de lire et de comprendre l'histoire sociale des Bédouins palestiniens à travers leurs costumes lors du programme de clôture de l'exposition « Art pieces? 5 questions about embroidery from the Negev ». De plus, Mathaf  a rencontré Margarita Skinner, l'auteure de deux livres de référence sur la broderie palestinienne et Brigitte Schön, représentante du Widad Kawar Home for Arab Dress en Europe.

### Travail diplomatique culturel en Jordanie
Mathaf participe au recensement de collections privés et publiques sur le patrimoine palestinien en Jordanie depuis 2021. Il a rencontré différents acteurs qui jouent un rôle important sur la scène jordanienne pour la culture palestinienne dont le journaliste culturel Nidal Barqan, la consultante internationale Reem Bseiso et les collectionneurs Widad Kawar, Hannah Saddiq, Samir Abu Dehays, Ali Nasser, Samih Mas’oud et Amal Isaa, une diplomate palestinienne de Jaffa ayant étudié et travaillé à Paris qui a créé le centre culturel al Mubarakun Al-Sighar à Amman et qui possède une collection d’une centaine de robes palestiniennes. Celle-ci a été constituée et héritée de sa mère dont une partie a été donné à l'École de Muséologie Palestinienne et Arabe (EMPEA). En mars 2025, Mathaf participe à deux conférences sur la construction patrimoniale et mémorielle palestiniens au sein des locaux de al-Mubarakun et du centre culturel de Beit Shaqeer. Il y évoque le rôle essentiel des femmes de sa tribu comme "gardienne de la mémoire" dans la préservation de l'héritage bédouin palestinien ainsi que le rôle de l'EMPEA dans la construction et la préservation de la mémoire palestinienne. En mai 2025, Mathaf a été invité à la deuxième conférence des historiens de Jérusalem « Jerusalem, where to ? » organisé par le Centre Talal pour les études de Jérusalem à Amman où il a évoqué l’importance d’étudier et de préserver le patrimoine de Jérusalem comme partie intégrante de la muséologie palestinienne.

### Travail diplomatique culturel international
Mathaf Aydi Tarabin est impliqué dans les efforts de préservation du patrimoine culturel palestinien à travers diverses institutions nationales et internationales. Membre du Conseil culturel du ministère palestinien de la Culture depuis 2005, il est également actif au sein du Conseil international des musées (ICOM). En 2025, il prend part à la création historique de la délégation palestinienne de l’ICOM Palestine, une première après plusieurs tentatives infructueuses menées par d’éminentes figures telles que Tawfiq Canaan. Cette réalisation a été menée en coordination avec les services diplomatiques de l'ICOM à Paris et le ministère palestinien du Tourisme et des Antiquités, à travers une collaboration avec le Comité scientifique du Registre national des acquisitions. Parmi les collaborateurs de ce projet figurent le Dr Aouni Shawamra, membre de la commission scientifique du registre national des collections ; l’ambassadeur Monir Anastas, ancien représentant permanent de la Palestine auprès de l’UNESCO à Paris ; l’ambassadeur Safwat Ibraghith, représentant actuel ; le professeur Cherki Dahmali, président de l’Organisation arabe des musées ; et l’ingénieur Rachad Boukhach, vice-président de cette même organisation. En parallèle, Mathaf Āydī Ṭarābīn collabore avec plusieurs institutions culturelles et patrimoniales internationales, Il est affilié à la Société impériale orthodoxe de Palestine, au Conseil International des Archives (ICA) et au Conseil international des monuments et des sites (ICOMOS), où il s’investit dans la conservation des archives et des monuments palestiniens. Son travail reflète une approche collaborative pour promouvoir le patrimoine palestinien sur la scène mondiale.
Depuis septembre 2024, Mathaf Aydi Tarabin assure la représentation de l’Union générale des historiens et archéologues en Palestine sur le continent européen. En mai 2025, il a été désigné ambassadeur de la Communauté archivistique auprès de l’Union européenne, de la Confédération suisse et de la Fédération de Russie. Ses activités dans le domaine de la sauvegarde du patrimoine culturel palestinien ont reçu un soutien institutionnel, tant en Palestine qu'à l'international.

### Développement de la muséologie palestinienne
Mathaf Aydi Tarabin est associé au développement du concept académique de muséologie palestinienne, un domaine que sa famille a développé depuis les années 1790,, et qui est introduite dans le monde universitaire depuis l'année 2000. La muséologie palestinienne est un concept académique qui détermine l’orientation narrative, didactique, pédagogique, philosophique et scientifique, ainsi que l’organisation technique, juridique et administrative des collections du patrimoine palestinien. Il s’agit d’un domaine indépendant qui s’inscrit dans la muséologie spécialisée. Cette approche est adaptée aux caractéristiques uniques de la Palestine, en ce qui concerne son patrimoine culturel, son histoire, son identité, ainsi que son cadre économique et social. Son objectif est de théoriser les rôles des musées palestiniens et de mettre en pratique les moyens de les concrétiser. La muséologie palestinienne vise à préserver le passé et à soigner le présent dans un soucis de protection de la santé de l'humanité, de la même façon que la médecine soigne le corps et d'œuvrer activement pour un avenir prospère de l’humanité. La muséologie palestinienne donne aux musées une place significative au sein de la société palestinienne, afin que la population et les milieux académiques puissent s’y appuyer pour protéger et valoriser l’identité culturelle palestinienne. Né d’une vision familiale structurée autour d’objectifs institutionnels à long terme, fondés sur la compréhension mutuelle, la paix et le rapprochement entre les peuples, son engagement vise avant tout à préserver le patrimoine palestinien comme composante essentielle du patrimoine universel,. Il aspire également à participer à la transmission du savoir et de la culture aux nouvelles générations à travers le monde, en contribuant à éveiller leur curiosité et à tracer un chemin vers une paix durable à l’échelle internationale,.
Les musées du monde entier manquent souvent d’informations détaillées sur les objets ethnographiques et archéologiques palestiniens, qui sont souvent classés sous des étiquettes larges ou vagues telles que « objets du Moyen-Orient », « du monde islamique » ou « objets arabes ». Ce problème résulte en grande partie d’une pénurie d’experts spécialisés dans la muséologie palestinienne, en particulier dans les objets ethnographiques. Dans ce contexte, les travaux de Mathaf Āydī Ṭarābīn portent sur la documentation, la contextualisation et la valorisation des objets palestiniens datant de la période comprise entre 1517 et 1948. Son activité consiste à collaborer avec des institutions publiques et privées afin de partager des connaissances spécialisées, de faciliter l’identification des artefacts, et de mettre en réseau des chercheurs et conservateurs œuvrant dans le domaine de la muséologie palestinienne. Ce travail vise à combler certaines lacunes scientifiques, à renforcer les outils de médiation culturelle, et à contribuer à la reconstruction et à la transmission de la mémoire collective palestinienne.
L'engagement de Mathaf Aydi Tarabin dans le développement de ce concept a été reconnu par des universités, des gouvernements et des institutions du monde entier: en République française, en Fédération russe, dans la Confédération suisse, dans l'État du Japon, dans le Royaume hachémite de Jordanie, en République de Turquie et dans l'État de Palestine.
En 2021, Mathaf Āydī Ṭarābīn a officiellement présenté la muséologie Palestinienne à Amman lors du forum organisé par le ministère de la Culture de l’État de Palestine intitulé Nouvelles approches pour la construction d’un récit historique national pour la Palestine et la région. En mars 2023, il a également promu ce champ de recherche lors d'une conférence internationale à Bethléem sur l'histoire, l'archéologie et le patrimoine culturel, où il a présenté ses recherches sur plusieurs pièces rares de la collection de Maha Sacca (السيدة مها السقا), une célèbre collectionneuse d'objets palestiniens et bédouins de Bethléem. Cette recherche, intitulée Amulettes et bijoux palestiniens comme sources de la muséologie palestinienne : le modèle du gouvernorat de Bethléem,  (التمائم والحلي الفلسطينية كأحد مصادر علم المتاحف الفلسطيني - محافظة بيت لحم أنموذجا ) est une illustration pratique de la muséologie palestinienne.